# Arum italicum
Arum italicum es una especie fanerógama de la familia Araceae.

## Descripción general

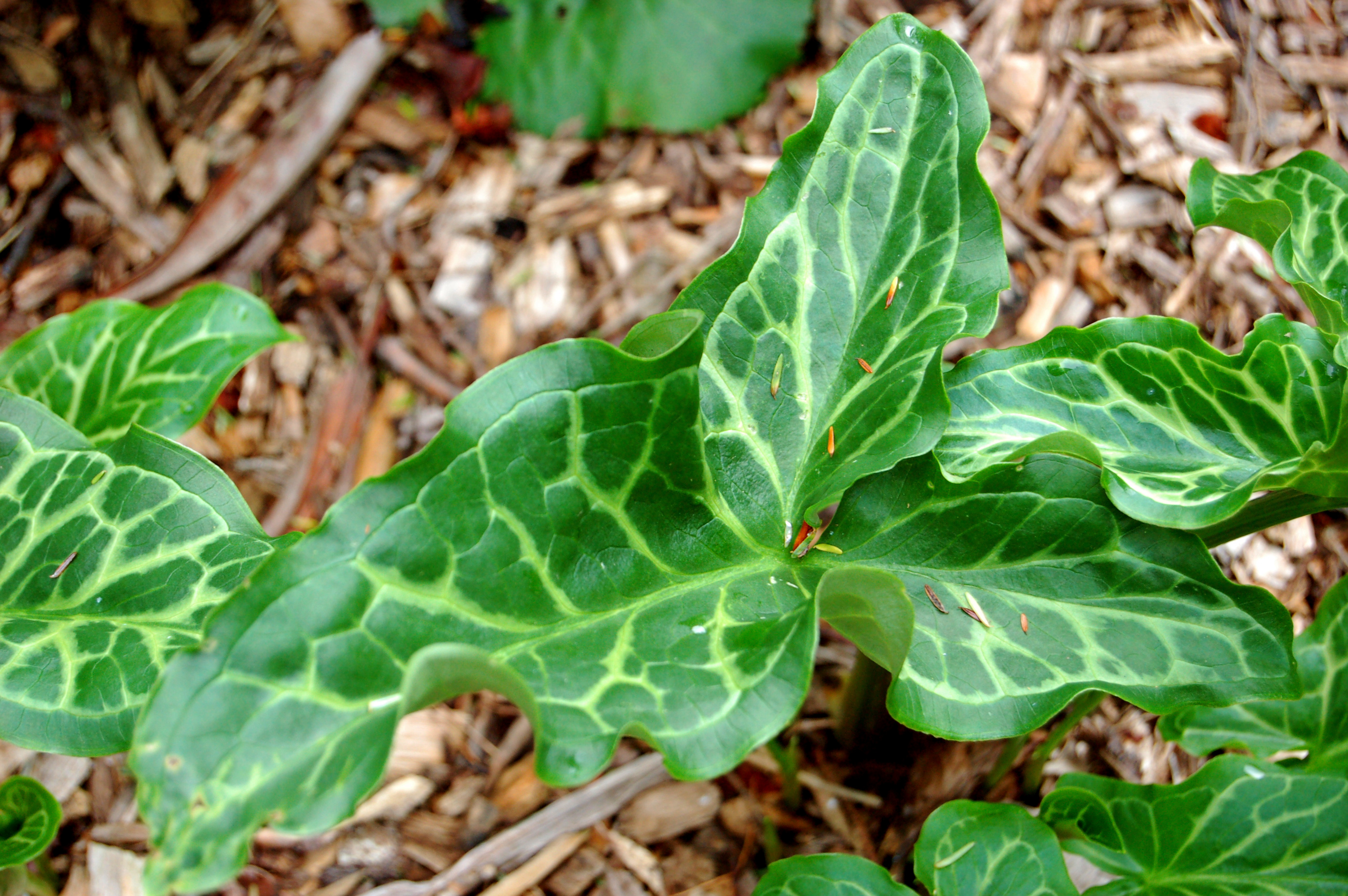
Hojas.

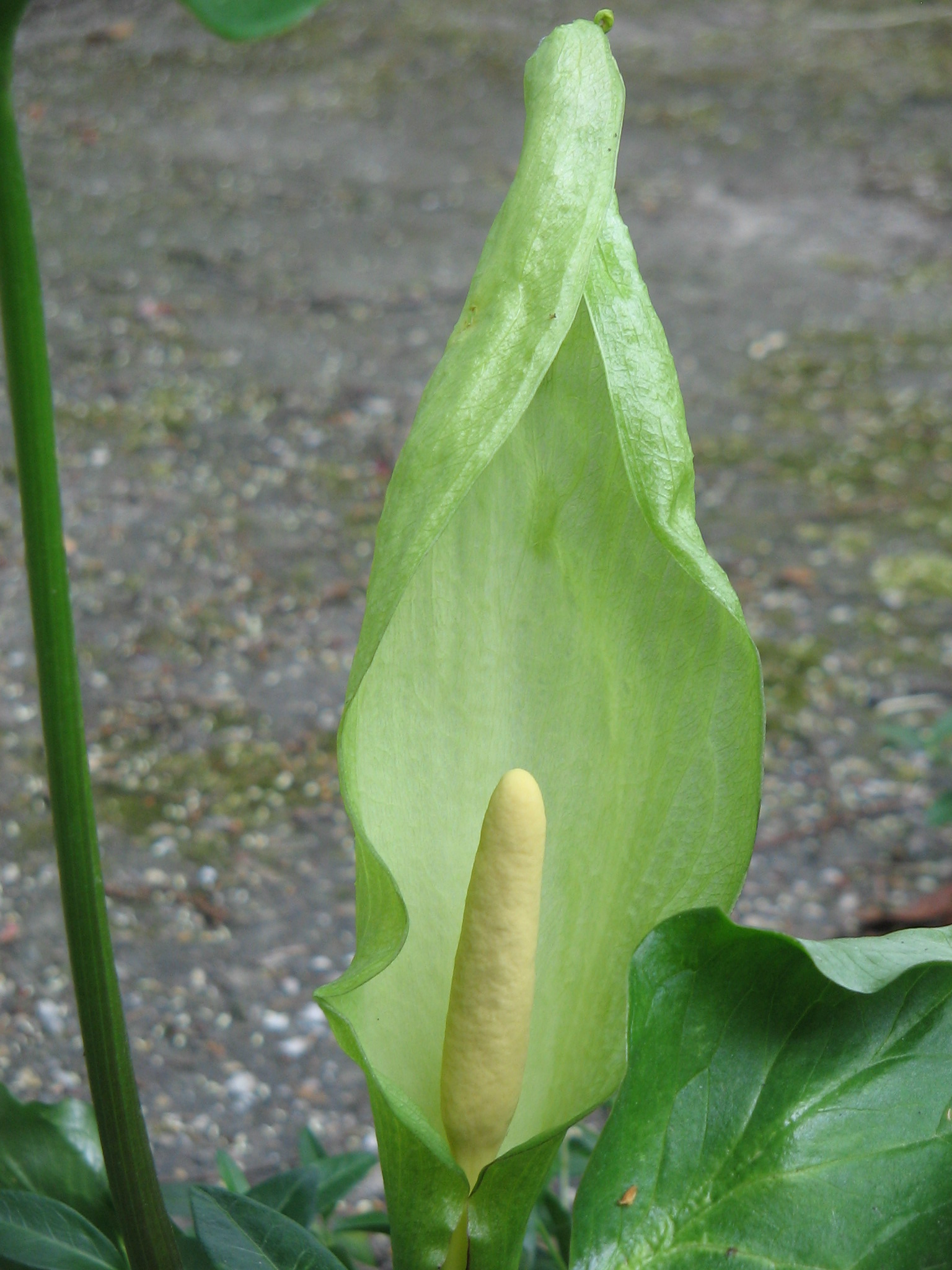
Inflorescencia

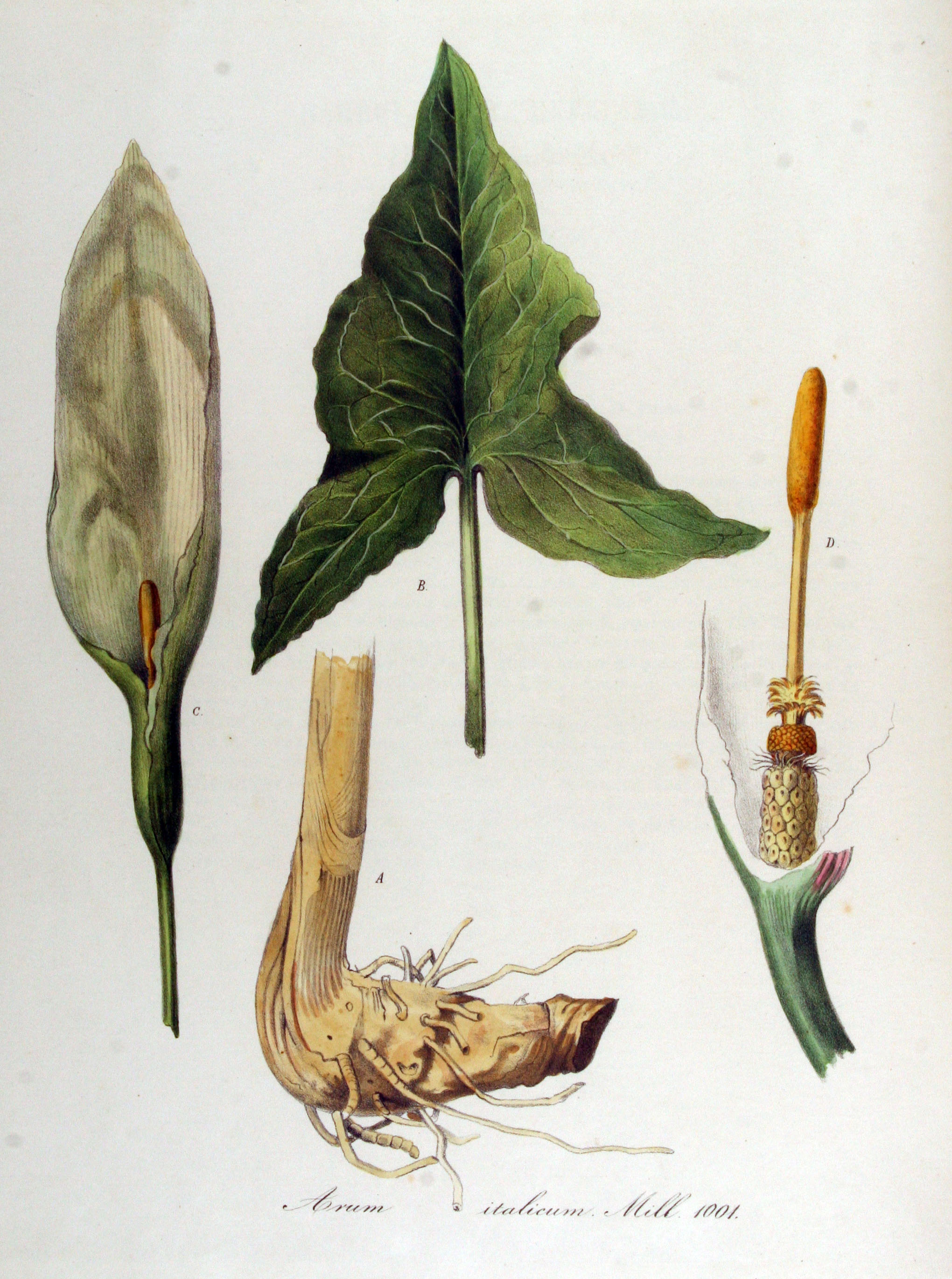
Ilustración en Flora Batava

Planta vivaz, perenne, herbácea y rizomatosa de 25-40 cm con un rizoma horizontal de 2 cm. Sus hojas son acusadamente sagitadas de más de 20 cm, semejantes a lanzas, ya que sus peciolos llegan a medir hasta 25 cm. Las flores se asemejan a un racimo pequeño de 1 cm y se encuentran en un espádice que se diferencia del rojo-ocre del Arum maculatum en que es de color amarillo. Florece en primavera. Los frutos son bayas rojas agrupadas en un racimo.

## Distribución y hábitat
Original de Europa mediterránea hasta Asia central, es muy frecuente en setos, ribazos y alamedas.

## Propiedades
- La tintura de su raíz está indicada en catarros y bronquitis
- Utilizado en casos de faringitis
- Aun utilizado en Homeopatía
- Al ser tóxico y existir más plantas con sus propiedades, no es recomendable su uso

## Taxonomía
Arum italicum  fue descrita por Philip Miller y publicado en The Gardeners Dictionary:... eighth edition 8: 2. 1768.
Etimología
Arum: nombre genérico del griego aron que significa "calor" y se refiere al hecho de que estas plantas cuando están en plena floración emiten calor. (característica particular del género).
italicum: epíteto geográfico que alude a su localización en Italia.
Variedades
- Arum italicum forma majoricense (Chodat) Mus, Pericás & Rosselló
- Arum italicum forma purpurascens Pamp.
- Arum italicum subsp. gaibolense Mattei
- Arum italicum subsp. majoricense (Chodat) O.Bolòs, Masalles & Vigo
- Arum italicum var. concolor Beck
- Arum italicum var. facchinii (Porta ex Hruby) Engl.
- Arum italicum var. hercegovinum Beck
- Arum italicum var. immaculatum (DC.) Engl.
- Arum italicum var. immaculatum DC.
- Arum italicum var. intermedium Mutel
- Arum italicum var. maculatum Hoschede
- Arum italicum var. parvulum Borhidi
- Arum italicum var. yvesii Briq.

Sinonimia
- Arum divaricatum Dulac
- Arum facchinii Porta ex Hruby
- Arum foetidum Salisb.
- Arum maculatum forma parvulum (Borhidi) Terpó
- Arum majoricense Chodat
- Arum modicense Sprenger
- Arum numidicum Schott
- Arum ponticum Schott
- Arum provinciale Sommier ex Hruby[4]

## Nombre común
- Castellano: Cala japonesa, achitabla de culebra, aro, aro común, azucena blanca, barba-arón, candela, candiles, cartucho, comida de culebras, dragontea menor, escandalosa, flor del año, flor de la primavera, flor de primavera, hierba de Aarón, hierba del jarrillo, hierba del juicio del año, hierba del quemado, hoja de culebras, humillo, jarillo, jaro, jarro, jumillo, lengua de toro, llave del año, mula, orejones, pie de becerro, pie de burro, rabiacana, rabiacán, rejalgar, reventones, sumillo, sumillo loco, tallo del juicio del año, tragontina, tragontino, yaro, yaros, yerba del juicio del año, zumillo.[5]